# جون كولينز (لاعب كرة قدم بريطاني)
جون كولينز (بالإنجليزية: John Collins)‏ (21 يناير 1949 في المملكة المتحدة - 14 أبريل 2020) هو لاعب كرة قدم بريطاني في مركز الدفاع. لعب مع توتنهام هوتسبير وشيفيلد وينزداي ونادي بارنسلي ونادي بورتسموث ودالاس تورنايدو ونادي هاليفاكس تاون ونادي كيدرمينستر هاريرز لكرة القدم وإف سي هاليفاكس تاون.

## وصلات خارجية
- جون كولينز على موقع قاعدة بيانات كرة القدم.إي يو (الإنجليزية)